# Złoczew
Złoczew is een stad in het Poolse woiwodschap Łódź, gelegen in de powiat Sieradzki. De oppervlakte bedraagt 13,8 km², het inwonertal 3448 (2005).